# Spam

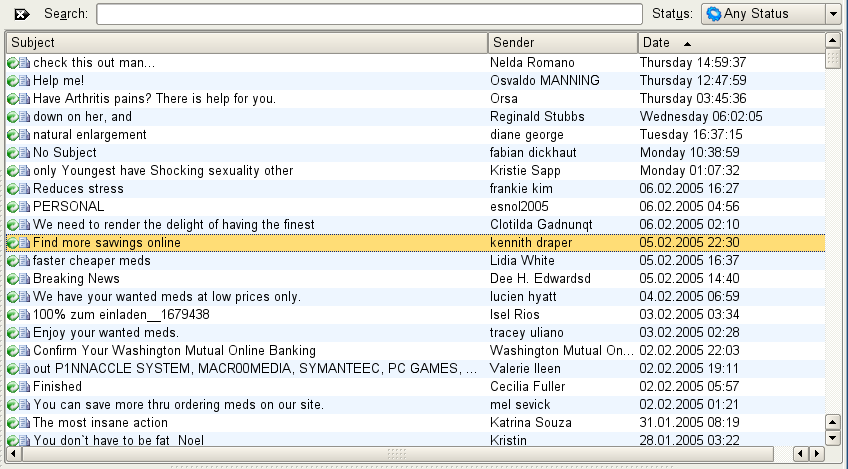
Spam w folderze programu KMail

Spam (ang. spam „mielonka”) – niechciane lub niepotrzebne wiadomości elektroniczne. Najbardziej rozpowszechniony jest spam za pośrednictwem poczty elektronicznej oraz w Usenecie. Część użytkowników doświadcza spamu w komunikatorach (np. ICQ czy Gadu-Gadu lub Messengerze), a także w SMS-ach. Zwykle (choć nie zawsze) jest wysyłany masowo.
Istotą spamu jest rozsyłanie dużej ilości informacji o jednakowej treści do nieznanych sobie osób. Nie ma znaczenia, jaka jest treść tych wiadomości. Aby określić wiadomość mianem spamu, musi ona spełnić trzy następujące warunki jednocześnie:
1. Treść wiadomości jest niezależna od tożsamości odbiorcy.
2. Odbiorca nie wyraził uprzedniej, zamierzonej zgody na otrzymanie tej wiadomości.
3. Treść wiadomości daje podstawę do przypuszczeń, iż nadawca wskutek jej wysłania może odnieść zyski nieproporcjonalne w stosunku do korzyści odbiorcy.

Masowa poczta elektroniczna dzieli się na dwie kategorie:
- Unsolicited Commercial Email (UCE) – niezamawiana oferta handlowa, spam komercyjny o charakterze reklamowym, zakazany przez prawo polskie i dyrektywę UE.
- Unsolicited Bulk Email (UBE) – niezamawiana poczta masowa, maile o charakterze często niekomercyjnym, takie jak apele organizacji społecznych i charytatywnych czy partii politycznych, prośby o pomoc czy masowe rozsyłanie ostrzeżeń, np. o wirusach komputerowych.

Próby wprowadzenia zakazu w dyrektywie UE rozsyłania wiadomości o charakterze społeczno-politycznym zostały w 2002 r. odrzucone przez Parlament Europejski wobec protestów europejskich partii politycznych i organizacji społecznych.
W Polsce podjęto próbę regulacji kwestii dotyczącej spamu w ustawie z 2002 roku o świadczeniu usług drogą elektroniczną. Art. 10 głosi 1. Zakazane jest przesyłanie niezamówionej informacji handlowej skierowanej do oznaczonego odbiorcy za pomocą środków komunikacji elektronicznej, w szczególności poczty elektronicznej. 2. Informację handlową uważa się za zamówioną, jeżeli odbiorca wyraził zgodę na otrzymywanie takiej informacji, w szczególności udostępnił w tym celu identyfikujący go adres elektroniczny. 3. Działanie, o którym mowa w ust. 1, stanowi czyn nieuczciwej konkurencji w rozumieniu przepisów ustawy (...). Za złamanie tego zakazu art. 24 grozi karą grzywny, ściganie następuje na wniosek pokrzywdzonego. Zgodnie z art. 4 Jeżeli ustawa wymaga uzyskania zgody usługobiorcy, stosuje się przepisy o ochronie danych osobowych.
Także Prezes Urzędu Ochrony Konkurencji i Konsumenta zajął się spamem, na co często przewrotnie powołują się wysyłający niechcianą pocztę, cytując „dyrektywę UOKiK”.

## Etymologia słowaspam
SPAM to nazwa konserwowej mielonki wieprzowej produkowanej nieprzerwanie od lat 30. XX wieku przez amerykańską firmę Hormel Foods. Wcześniej mielonka tej firmy nazywała się po prostu Hormel Spiced Ham, jednak ta nazwa została zmieniona do SPAM, by zwiększyć atrakcyjność produktu (nowa nazwa być może wywodzi się od skrócenia Spiced Ham lub w innej wersji słów Shoulder Pork and Ham, które opisują zawartość konserwy). Zgodnie z oczekiwaniami, powołana do życia marka odniosła znaczący sukces, a produkt stał się między innymi kluczowym elementem racji żywieniowych wojsk USA w czasie II wojny światowej, co zapewne przyczyniło się do dalszego wzrostu jego znaczenia kulturowego.
Nie jest do końca jasne, w jakich okolicznościach termin ten został po raz pierwszy zastosowany w odniesieniu do wiadomości elektronicznych. Możliwe jest jednak, że wiązało się to przede wszystkim ze skeczem Monty Pythona, w którym klient pytający o menu restauracji dowiaduje się, że w każdym daniu znajduje się trochę mielonki. Gdy klient chce zamówić coś bez mielonki, okazuje się jednak, że nie jest to proste – grupa wikingów zaczyna śpiewać „SPAM, SPAM, lovely SPAM, wonderful SPAM”, zagłuszając normalną rozmowę.
Jak w przypadku wielu podobnych terminów, po fakcie tworzono rozwinięcia tego hasła (np. stupid person advertisement, stupid pointless annoying messages, sending particulary annoying message).
Firma Hormel, w obawie przed utratą praw do znaku towarowego, wytoczyła proces firmie SpamArrest oraz innym podmiotom gospodarczym, domagając się zaniechania komercyjnego wykorzystania nazwy produktu. Sprawy te jednak przegrała.

## Historia spamu
Spam, jako zjawisko, istniał praktycznie od początku istnienia sieci komputerowych.
Pierwszy odnotowany w historii sieci spam został wysłany przez Einara Stefferuda 1 maja 1978 roku. Wysłał on, korzystając z dostępu do kompletnego zbioru adresów mailowych w sieci ARPANET, ok. 1000 maili z zaproszeniem na swoje urodziny, co uruchomiło serię złośliwych i zabawnych odpowiedzi, które zablokowały twarde dyski na serwerze pierwszego spamera.
Pierwszy reklamowy spam napisał 1 maja 1978 r. Gary Thuerk, a wysłał go 3 maja. Była to reklama producenta minikomputerów, firmy Digital Equipment Corp., która zapraszała wszystkich użytkowników Arpanetu z Zachodniego Wybrzeża USA na „dzień otwarty” – prezentację najnowszych produktów firmy.
Pierwszy odnotowany spam w Usenecie miał miejsce w 1988 roku, kiedy to Rob Noha wysyłał systematycznie post z tytułem „HELP ME!” do wszystkich możliwych grup. W poście tym prosił o pomoc finansową dla swojego kolegi, któremu zabrakło funduszy na kontynuowanie studiów.
Słowa „spam” w Internecie zaczęli prawdopodobnie używać jako pierwsi w latach 80. gracze tekstowych MUD-ów działających w sieci BBS-ów, piętnując w ten sposób tych graczy, którzy – zamiast uczestniczyć w grze – wysyłali do innych bezsensowne komunikaty, wyłącznie w celu blokowania serwerów.
Następnie termin ten przeszedł do Usenetu, gdzie spamem zaczęto nazywać sposób zwalczania nielubianych dyskutantów poprzez zarzucanie ich setkami maili o bezsensownej treści.
Pierwszą osobą z Usenetu, w stosunku do której użyto określenia spamer, był Richard Depew. W 1993 roku próbował on napisać skrypt, który automatycznie usuwał z grup newsowych posty niezgodne z netykietą danej grupy. Skrypt wymknął mu się spod kontroli i zamiast kasować, wysłał ciąg 200 postów na grupę news.admin.policy. Wiele z osób czytających tę grupę było też zapalonymi graczami w MUD-y i zastosowali oni znane z mudów pojęcie spamer do Richarda.
Pierwszy gigantyczny spam, który zablokował serwery Usenetu, miał miejsce 18 stycznia 1994 roku. Został on rozesłany w liczbie kilkunastu tysięcy do wszystkich grup newsowych, a także na setki tysięcy prywatnych adresów mailowych. Miał on tytuł: „Global Alert for All: Jesus is Coming Soon” i został wysłany przez chorego psychicznie studenta z Uniwersytetu Stanu Ohio.
W tym samym roku miał miejsce pierwszy gigantyczny spam o charakterze komercyjnym. Firma adwokacka, prowadzona przez Laurence’a Cantera oraz Marthę Siegel z Phoenix w stanie Arizona, rozesłała do wielu grup Usenetu swoją ofertę usług w zakresie wypełniania formularzy amerykańskiej loterii wizowej. Reakcja internautów była jednoznacznie negatywna. Skrzynki prawników zostały zasypane listami od tysięcy adresatów ich reklamy, którzy w ten agresywny sposób wyrażali swoje niezadowolenie z tego typu praktyk. W efekcie dostawca usług internetowych firmy prawniczej zablokował jej dostęp do kont pocztowych.
Od czasu afery Cantera i Siegel, która była opisywana szeroko w mass mediach, słowo spam stało się znane ogółowi opinii publicznej w USA.

## Pochodzenie spamu
Największa liczba wiadomości spamowych według firmy Sophos, zajmującej się śledzeniem przebiegu wiadomości spamowych, od wielu lat pochodzi ze Stanów Zjednoczonych. W 2009 roku było to 15,9 procent wszystkich wiadomości (w 2007 28,4%, a w 2006 19,8%). Kolejnymi krajami skąd nachodzi spam są: Brazylia (11,1%), Turcja (5,2%), Indie (5%), Korea Południowa (4,7%), Polska (4,2%), Chiny (4,1%), Hiszpania (3,4%), Rosja (3,2%), Włochy (2,8%), Argentyna (2,5%), Wietnam (2,3%), a pozostałe kraje 35,9%
Według szacunków z marca 2008 roku, 20% światowego spamu pochodzi z botnetu Storm.

## Metody działania spamerów
Obecnie istnieje cały przemysł wysyłania ludziom reklam wbrew ich woli.
Najczęstszą metodą używaną przez spamerów jest skanowanie sieci w poszukiwaniu adresów poczty elektronicznej i wysyłaniu danej wiadomości na wszystkie znalezione adresy. Ze względu na ogólne potępienie tych metod, poważne firmy praktycznie nie korzystają z usług spamerów. Najczęstszymi produktami reklamowanymi poprzez spam są środki farmaceutyczne.
Spamerzy używają teraz zazwyczaj serwerów „open relay”, czyli takich, które przenoszą wiadomości z każdego serwera na każdy. „Open relay” to zazwyczaj wynik złej konfiguracji serwera, co niesie konsekwencje dla ich administratorów. Inną techniką, używaną przez spamerów, jest łamanie zabezpieczeń serwerów i wysyłanie za ich pośrednictwem tyle spamu, ile jest to możliwe, zanim administrator się zorientuje. Można również przejąć serwer za pośrednictwem innych usług (np. HTTP czy FTP) i używać go do wysyłania spamu. Obecnie pod kontrolą spamerów pracuje też wiele komputerów zwykłych użytkowników, tworząc sieć zwaną botnetem.
Większość współczesnych spamerów, zwłaszcza komercyjnych, wyspecjalizowało się w oszukiwaniu potencjalnych ofiar. Jednym z najczęstszych chwytów jest prośba spamera o odesłanie maila lub podanie adresu na odpowiedniej stronie, jeśli ofiara nie życzy sobie otrzymywać od niego więcej wiadomości. Zwykle spamerowi wcale nie chodzi o wykreślenie danej ofiary ze swojej listy, a wręcz przeciwnie – weryfikuje on w ten sposób poprawność adresu ofiary, bowiem adresy potencjalnych ofiar są często generowane np. od imion czy też popularnych nicków, pozyskiwane ze stron WWW lub wymieniane pomiędzy spamerami.
Najbrudniejszym chwytem spamerów jest przysłanie maila z wirusem typu koń trojański. Wirus ten instaluje się na komputerze użytkownika i następnie automatycznie przesyła do spamera wiele cennych informacji, np. zawartość książki adresowej. Obecnie też coraz więcej jest koni trojańskich, które rozsyłają spam, instalując na komputerze prosty serwer SMTP (duże „zbiory” takich komputerów określane są mianem botnetu).
Innym trikiem jest wysyłanie maili ze skryptami w języku JavaScript i kodem HTML. W przypadku wielu programów pocztowych, w trakcie odczytywania takiego maila, następuje automatyczne połączenie z serwerem WWW spamera, w celu ściągnięcia z niego np. obrazka. Następnie spamer może przejrzeć logi serwera i uzyskać wiele cennych informacji, między innymi również potwierdzenie odczytania listu elektronicznego.
Innym pomysłem jest wysyłanie treści reklamowych pod przykrywką mapy bitowej, czyli obrazka, na którym są treści reklamowe. Nie jest to metoda łatwa dla spamerów, gdyż wyklucza możliwość wstawienia odnośników, jednak jest dobrym antyzabezpieczeniem filtrów antyspamowych. Odkąd filtry zaczęły uczyć się rozpoznawania tekstu, spamerzy zaczęli wysyłać treści reklamowe w postaci dokumentów PDF.
Oprócz reklamowania różnych usług i produktów, tego rodzaju przesyłki mogą wiązać się z oszustwami i próbami wyłudzeń:
- Spam na bankowca (phishing) – spamer podszywa się pod bank i prosi o podanie hasła. Ten sposób może też służyć do przejęcia konta w serwisach aukcyjnych itp.
- Spam na urząd bezpieczeństwa – oszust podaje się za pracownika Urzędu Ochrony Państwa lub Policji i próbuje zastraszyć odbiorcę maila.
- Spam na spadek – inaczej spam afrykański lub nigeryjski szwindel. Odbiorca dostaje wiadomość, że „otrzymał spadek, ale musi opłacić koszty notarialne i operacyjne”.
- Spam na wygraną – typu „wygrałeś milion dolarów”. Następnie po wejściu na stronę instaluje się dialer lub trojan wyszukujący informacji o koncie bankowym.
- Spam na kuriera – spamer podszywa się pod kuriera jednej ze znanych firm spedycyjnych i przesyła fałszywy numer przesyłki oraz hiperłącze, które przenosi potencjalną ofiarę na stronę oszusta z wirusem typu koń trojański.

## Szkodliwość spamu
Spam jest szkodliwy z kilku przyczyn.
- Powoduje zatykanie się łączy i blokuje miejsce na twardych dyskach.
- Przetworzenie spamu zabiera czas serwerom, spowalniając ich działanie.
- Powoduje również stratę czasu poszczególnych użytkowników Internetu, bo muszą oni czytać i kasować niepotrzebne wiadomości. Utrudnia czytanie „normalnej” poczty i stwarza ryzyko jej utraty (z powodu blokad antyspamowych albo przepełnienia skrzynki) lub niezauważenia (z powodu „przysypania” przychodzącym spamem). Zwiększa w ten sposób koszty pracy osób zawodowo korzystających z poczty elektronicznej.
- Naraża operatorów internetowych i użytkowników na dodatkowe koszty ponoszone na przeciwdziałanie pladze. Spam jest również metodą przerzucenia kosztów promocji na operatorów internetowych i odbiorców korespondencji, a zatem jest formą wyłudzenia.
- Narusza prywatność i bezpieczeństwo odbiorców, ponieważ często zawiera treści, których nie życzyliby sobie oglądać, np. obraźliwe, pornograficzne, nieodpowiednie dla dzieci, erotyczne.
- Spam wiąże się często z różnego rodzaju wirusami i innymi złośliwymi programami.
- Powoduje utratę zaufania do komunikacji elektronicznej.
- Ze względu na zagrożenie spamem, poczta elektroniczna została pozbawiona niektórych przydatnych funkcji, np. potwierdzeń dostarczenia i przeczytania wiadomości

## Obrona przed spamem
Powstało wiele sposobów obrony przed spamem. Pierwszą jest nieprzyjmowanie wiadomości od serwerów znanych spamerów i zgłaszanie administratorom, jeśli jeden z ich użytkowników jest spamerem.
Jednym z najważniejszych działań przeciwdziałających temu zjawisku jest też odpowiednie zabezpieczenie każdego komputera podłączonego do sieci – zarówno serwerów, jak i komputerów domowych czy biurowych.
Administratorzy serwerów pocztowych powinni zadbać o to, żeby były one skonfigurowane tak, aby wymagały autoryzacji (SMTP AUTH). Powinni również zainstalować i poprawnie skonfigurować na nich filtry antyspamowe np. SpamAssassin. Bardzo skuteczną metodą obrony przed spamem jest greylisting.
Osoby zajmujące się tworzeniem i utrzymaniem stron WWW mogą włączyć się w walkę ze spamem, tworząc generatory fałszywych stron, zawierających generowane dynamicznie adresy poczty elektronicznej w domenach nieistniejących lub należących do spamerów. Strony takie:
- dają zajęcie programom poszukującym adresów na stronach, zwiększają koszty ich działania, zmniejszają efektywność;
- zmniejszają wartość baz adresów;
- dzięki zastosowaniu domen znanych spamerów w adresach, mogą oni lepiej na własnej skórze odczuć problem spamu;
- dodatkowo stosuje się adresy-pułapki, które przeznaczone są specjalnie do gromadzenia spamu, służącego potem np. do uczenia filtrów antyspamowych.

Oprócz rozwiązań technicznych, można też stosować rozwiązania prawne, oskarżając spamerów o straty materialne spowodowane ich działalnością. Główną przeszkodą jest to, że straty poniesione przez pojedynczego użytkownika są relatywnie niewielkie. Istnieją też na świecie specjalne prawa przeciwko spamowi, np. w Ohio odbiorcy indywidualni mogą dochodzić po 100 dolarów + koszty sądowe za każdą niechcianą wiadomość do granicy 50 000 dolarów dla użytkownika i 500 000 dolarów dla ISP.

### Jak samemu bronić się przed spamem
Prawie zawsze adres podany jako adres nadawcy nie jest prawdziwym adresem spamera, ale adresem innej jego ofiary. Bardzo ważne jest zatem, aby nigdy nie reagować na spam odpowiedzią, np. nie odwiedzać zawartych w nim adresów, nie podawać swoich danych itp. W przypadku pojedynczego spamu z jednego miejsca najlepiej jest go po prostu zignorować. W przypadku gdy spam jest systematycznie wysyłany z jednego adresu, można zawiadomić administratora domeny i założyć filtr na ten adres.
Istnieją również filtry antyspamowe, działające po stronie klienta, również takie, które niejako „uczą się” wyszukiwać pewne słowa i zwroty charakterystyczne dla takich przesyłek. Te najbardziej zaawansowane – korzystające z tzw. filtru Bayesa – potrafią analizować cała strukturę e-maila przed podjęciem decyzji, czy zakwalifikować go jako spam, czy nie. Przykładem takiego programu jest POPFile. Żadne z rozwiązań filtrujących nie jest doskonałe i te, które filtrują dużą część spamu, mogą też niezamierzenie odfiltrować list wysłany w dobrej wierze.
Użytkownik, chroniąc się przed spamem, powinien także wyłączyć w programie pocztowym automatyczną obsługę JavaScriptu i HTML, zabronić ładowania obrazów, do których odwołania prowadzą do zewnętrznych serwerów, oraz wyłączyć możliwość otwierania podejrzanych plików (programów) załączonych do maili. Ważne jest również zapewnienie używanemu programowi pocztowemu najnowszych poprawek poprzez instalację odpowiednich aktualizacji. W menedżerach poczty firmy Microsoft należy dodatkowo wyłączyć opcję automatycznego podglądu.
Innym, równie dobrym rozwiązaniem, jest korzystanie z niestandardowych programów do obsługi poczty, ponieważ nawet jeśli oferują one podobny poziom bezpieczeństwa, to konie trojańskie tworzone są z myślą o najczęściej używanych programach pocztowych i bazują na ich lukach w zabezpieczeniach. Ponadto powinno się zainstalować w systemie operacyjnym program antywirusowy oraz zwalczający programy szpiegujące, aby zawczasu wychwyciły one niepożądaną zawartość e-maila.
Istotną praktyką jest również unikanie podawania adresu poczty elektronicznej tam, gdzie nie jest to konieczne. Podając adres innemu użytkownikowi w miejscu ogólnodostępnym, jak np. grupy dyskusyjne, strony WWW, fora dyskusyjne itp., nie należy podawać jego dokładnego brzmienia, lecz w pewien sposób zmienione. Może to być zastąpienie znaku @ innym znakiem lub ciągiem znaków (np. *, at, na, #) czy też wstawienie w miejsce kropki słowa (kropka) jak w przykładzie adres@example(kropka)com, lub wprowadzenie do adresu dodatkowego ciągu tekstowego jak np. _wytnij_to_ lub _NIE_SPAMEROM_. Najlepszym rozwiązaniem jest wykonywanie modyfikacji w takim miejscu adresu, aby zmienić rzeczywistą nazwę domeny, w której jest utworzona skrzynka pocztowa – e-mail wysłany na adres konto@_wytnijto_.example.com czy konto _wytnijto_@example.com i tak trafi na serwer pocztowy tej domeny, niepotrzebnie obciążając łącze i procesor serwera. Toteż skuteczniejszą metodą jest stosowanie adresów w formie np. konto@example.com_wytnij_to, które utrudniają działanie automatom pozyskującym adresy pocztowe (harvester), przeszukującym pliki w poszukiwaniu ciągów znaków zawierających @. Im więcej zastosuje się różnorodnych technik antyspamowych, tym trudniejsze będzie kolekcjonowanie adresów przez samych spamerów. W ostateczności, jeśli konieczne jest podanie adresu wprost, to można przeznaczyć na ten cel dodatkowe konto lub alias pocztowy.
Jeśli chodzi o twórców stron WWW, powinni oni rozważyć umieszczanie adresów e-mail jako zakodowanych encji HTML. Utrudniając tym samym kolekcjonowanie adresów poczty elektronicznej przez automatyczne programy zbierające, tzw. harvestery.

## Spam w kontekście stron internetowych
Pojęcie spamu odnosi się także do stron internetowych stworzonych w celu pozycjonowania innych witryn. Zwykle strony takie cechują się:
- niską wartością merytoryczną;
- sztucznie wygenerowaną treścią (najczęściej generowaną za pomocą algorytmu Markowa);
- powielaną treścią z innych serwisów (masowe wykorzystywanie kanałów RSS);
- dużą ilością odnośników prowadzących do innych witryn;
- dużą ilością słów kluczowych dla wyszukiwarek w adresie, tytule oraz dolnej części strony, często niezwiązanych z główną treścią;
- stosowaniem systemów wymiany nietematycznych, mało przydatnych użytkownikom linków.